# Ledskär
Ledskär este o arie protejată (arie specială de conservare — SAC, sit de importanță comunitară — SCI, arie de protecție specială avifaunistică — SPA) din Suedia întinsă pe o suprafață de 370,7 ha, integral pe uscat.

## Localizare
Centrul sitului Ledskär este situat la coordonatele 60°30′33″N 17°42′22″E / 60.5092°N 17.7061°E.

## Înființare
Situl Ledskär a fost declarat sit de importanță comunitară în iulie 2000 pentru a proteja 16 specii de animale. Alte tipuri de protecție:
- arie de protecție specială avifaunistică (în iulie 2000)[2]
- arie specială de conservare (în martie 2011)[1][3][4]

## Biodiversitate
Situată în ecoregiunile boreală și marină baltică, aria protejată conține 7 habitate naturale: Terase mlăștinoase și terase nisipoase neacoperite de apă la reflux, Golfuri mici largi și golfuri puțin adânci, Pajiști cu Molinia pe soluri calcaroase, turboase sau argilos-nămoloase (Molinion caeruleae), Pășuni de coastă din Baltica boreală, Pajiști fino-scandinave uscate până la mezice, bogate în specii de altitudine mică, Salicornia și alte specii anuale care populează regiunile mlăștinoase și nisipoase, Lagune de coastă.
La baza desemnării sitului se află mai multe specii protejate de  păsări (16): rață sulițar (Anas acuta), rață lingurar (Anas clypeata), rață fluierătoare (Anas penelope), Calidris alpina schinzii, fugaci roșcat (Calidris ferruginea), fugaci pitic (Calidris temminckii), erete de stuf (Circus aeruginosus), cristeiul de câmp (Crex crex), lebădă de iarnă (Cygnus cygnus), cocor (Grus grus), sfrâncioc roșiatic (Lanius collurio), prundaș de nămol (Limicola falcinellus), vultur pescar (Pandion haliaetus), pescăriță mare (Sterna caspia), chiră de baltă (Sterna hirundo), Sterna paradisaea.